# 6349 Акапулько
6349 Акапу́лько (1995 CN1, 1947 EC, 1973 AH4, 1973 CL, 1988 SA1, 6349 Acapulco) — астероїд головного поясу, відкритий 8 лютого 1995 року.
Тіссеранів параметр щодо Юпітера — 3,344.